# Maurits Hertzberger
Maurits Hertzberger (Rotterdam, 28 september 1984) is een Nederlands hockeyspeler. Hertzberger speelde twee interlands voor de Nederlandse hockeyploeg. Die speelde hij in 2009 tijdens de Hamburg Masters. Hertzberger heeft ook een aantal interlands voor de zaalhockeyploeg gespeeld.
Hertzberger speelt sinds 2003 in het eerste van HC Rotterdam en promoveerde in 2005 met dit team naar de Hoofdklasse. Hij heeft nog twee broers die eveneens in het eerste van HC Rotterdam spelen, Jeroen en Willem Hertzberger. In 2011 kondigde hij zijn afscheid aan, omdat hij topsport niet langer kon combineren met zijn maatschappelijke loopbaan. In het seizoen 2011/12 speelde Hertzberger nog mee in de zaalcompetitie en speelde hij onder meer nog mee in de finale om het landskampioenschap.